# Глюкуронова кислота
Глюкуронова кислота (від «глюкоза» і д.грец. οὖρον  — сеча) — одноосновна органічна кислота, що належить до групи уронових кислот. Присутня в тваринних і рослинних організмах. Утворюється при окисненні D-глюкози.
Відіграє детоксикаційну функцію. Отрути, лікарські засоби, стероїдні гормони (напр. естроген), білірубін при сполучені з глукуроновою кислотою (глюкуроніди) стають водорозчинними і можуть легко виводитися з організму. Крім цього, глюкуронова кислота є складовою частиною глікозаміногліканів (хрящової тканини).
Хімічна формула — C6H10O7